# Alki Larnaka
Alki Larnaka (grecki: Αλκή Λάρνακα) – cypryjski klub piłkarski z siedzibą w Larnace, działający w latach 1948–2014.

## Historia
Klub powstał w 1948 roku. Swoje największe sukcesy klub święcił w latach 70. dwudziestego wieku, kiedy to pięciokrotnie docierał do finału Pucharu Cypru, ani razu jednak nie zdobywając go. Sezon 1978/1979, przyniósł największy sukces w historii klubu kiedy to drużyna Alki wywalczyła 3. miejsce w rozgrywkach o mistrzostwo Cypru. Dzięki temu klub miał jedyną w historii okazję zagrać w Pucharze UEFA. Odpadł w pierwszej rundzie z Dynamem Bukareszt.

### Problemy finansowe
Problemy rozpoczęły się już w roku 2012, gdy prezes Nicos Lillis przejął klub od firmy Marathon. Klub już wówczas stał na skraju bankructwa na skutek długów oraz podpisanych wysokich kontraktów. Mimo wszystko nowy prezes wierzył w utrzymanie klubu, co udało się przez dwa sezony. W roku 2013 prezes Lillis został aresztowany i oskarżony o oszustwa i korumpowanie funkcjonariuszy publicznych. W tym czasie klub przestał być wypłacalny, a sezon 2013/2014 okazał się być ostatnim w historii klubu. W trakcie tego sezonu klub wielokrotnie był karany ujemnymi punktami, a wszystkie zyski, które udało się wypracować w trakcie sezonu, zostały wypłacone na rzecz trzech byłych piłkarzy klubu, którym klub zalegał pieniądze. 6 maja 2014 do Cypryjskiego Związku Piłki Nożnej zostało wysłane pismo informujące o wycofaniu się klubu ze struktur federacji.

## Sukcesy
- Puchar Cypru:
  - Finaliści: 1967, 1970, 1976, 1977, 1980

- II liga
  - Mistrzowie (3): 1960, 1982, 2001

## Europejskie puchary
Legenda do wszystkich tabel:
- Q – runda eliminacyjna, 1/16, 1/8, 1/4, 1/2 – odpowiednia faza rozgrywek, Grupa – runda grupowa, 1r gr – pierwsza runda grupowa, 2r gr – druga runda grupowa, F – finał, R – runda, PO – play-off
- k. – rzuty karne, los. – losowanie, Dogr. – dogrywka, w. – zasada bramek strzelonych na wyjeździe

| Sezon   | Rozgrywki   | Runda | Przeciwnik       | Dom | Wyjazd | Ogólnie |
| ------- | ----------- | ----- | ---------------- | --- | ------ | ------- |
| 1979/80 | Puchar UEFA | 1R    | Dinamo Bukareszt | 0–9 | 0–3    | 0–12    |